# Blender
Blender是一款自由和开源的三维计算机图形软件，它可以用于创建和渲染三维模型、动画、游戏、视觉效果等。

## 历史
Blender最初是由荷兰的一个动画工作室NeoGeo开发的内部软件，后来NeoGeo被收购，其主要程序设计者Ton Roosendaal于1998年成立了Not a Number Technologies（NaN）公司，将Blender作为共享软件对外发布，直到NaN公司于2002年宣布破产。在经过债权人同意后，Blender以10万欧元的价格获得了自由软件的许可，并以GNU通用公共许可证发布。在2002年7月18日，Ton Roosendaal开始为Blender筹集资金；同年9月7日，Blender宣布筹集足够资金，并将其源代码对外公开。从此，Blender成为了自由软件，并由Blender基金会维护和更新。

## 功能
Blender可以在多种平台上运行，包括Windows、Linux、Mac OS X等，并且占用空间相对于其他同类型软件较少，功能丰富。
Blender支持多种三维建模技术，如多边形建模、曲面建模、雕刻建模等；支持多种渲染引擎，如内置的Blender Render和Cycles Render，以及第三方的LuxRender、YafaRay等；支持多种动画技术，如关键帧动画、骨骼动画、形变动画等；支持多种物理模拟技术，如刚体模拟、流体模拟、布料模拟、粒子模拟等；支持多种视觉效果技术，如光线追踪、阴影、反射、折射、景深、运动模糊等；支持多种材质和纹理技术，如节点材质、程序纹理、贴图纹理等；支持多种灯光和摄像机技术，如点光源、聚光灯、环境光、正交摄像机、透视摄像机等；支持多种文件格式的导入和导出，如Collada、FBX、OBJ、SVG和stl等；支持Python脚本语言进行扩展和定制。

## 版本特性

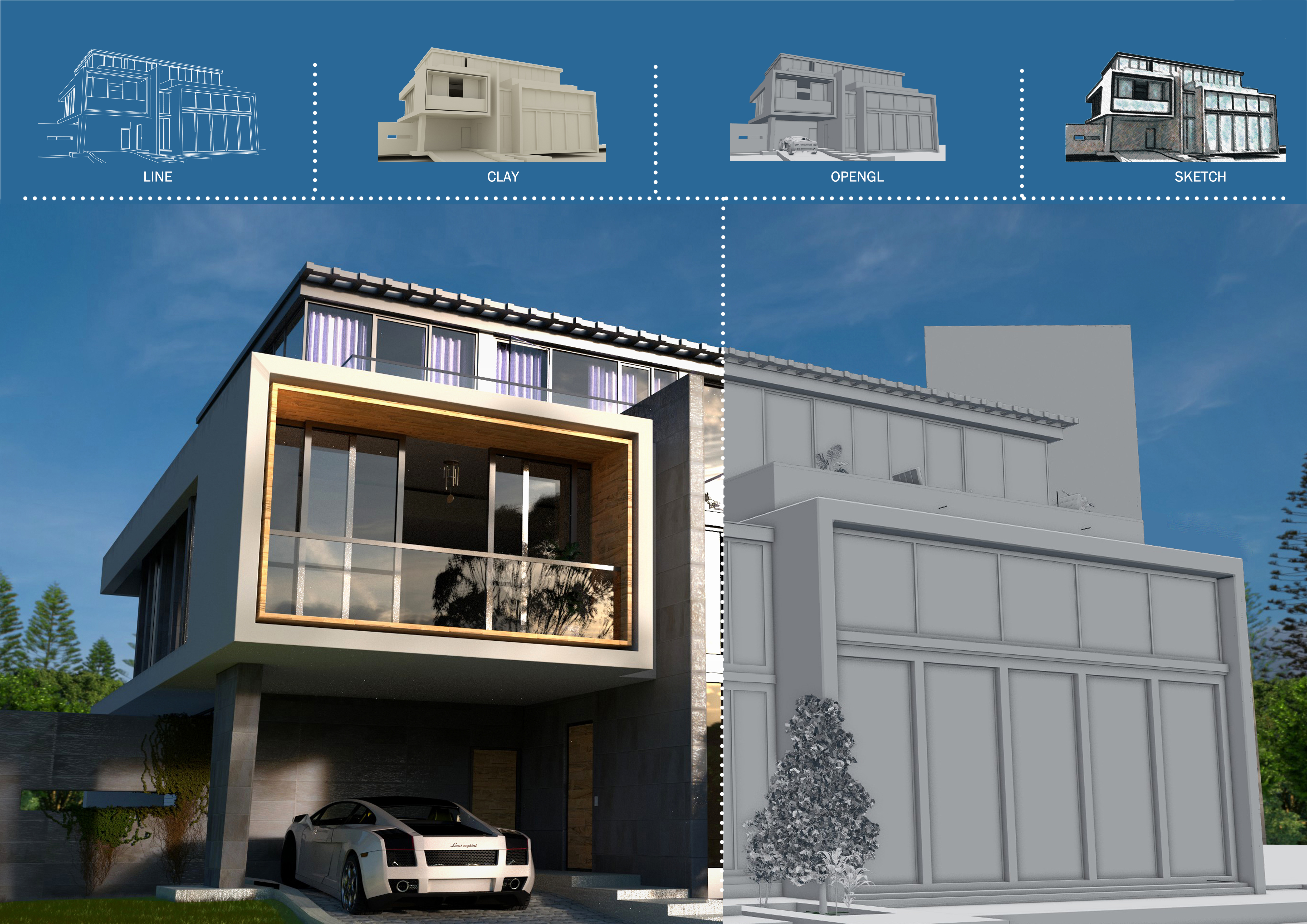
在Blender中顯示不同渲染樣式下的建築物场景

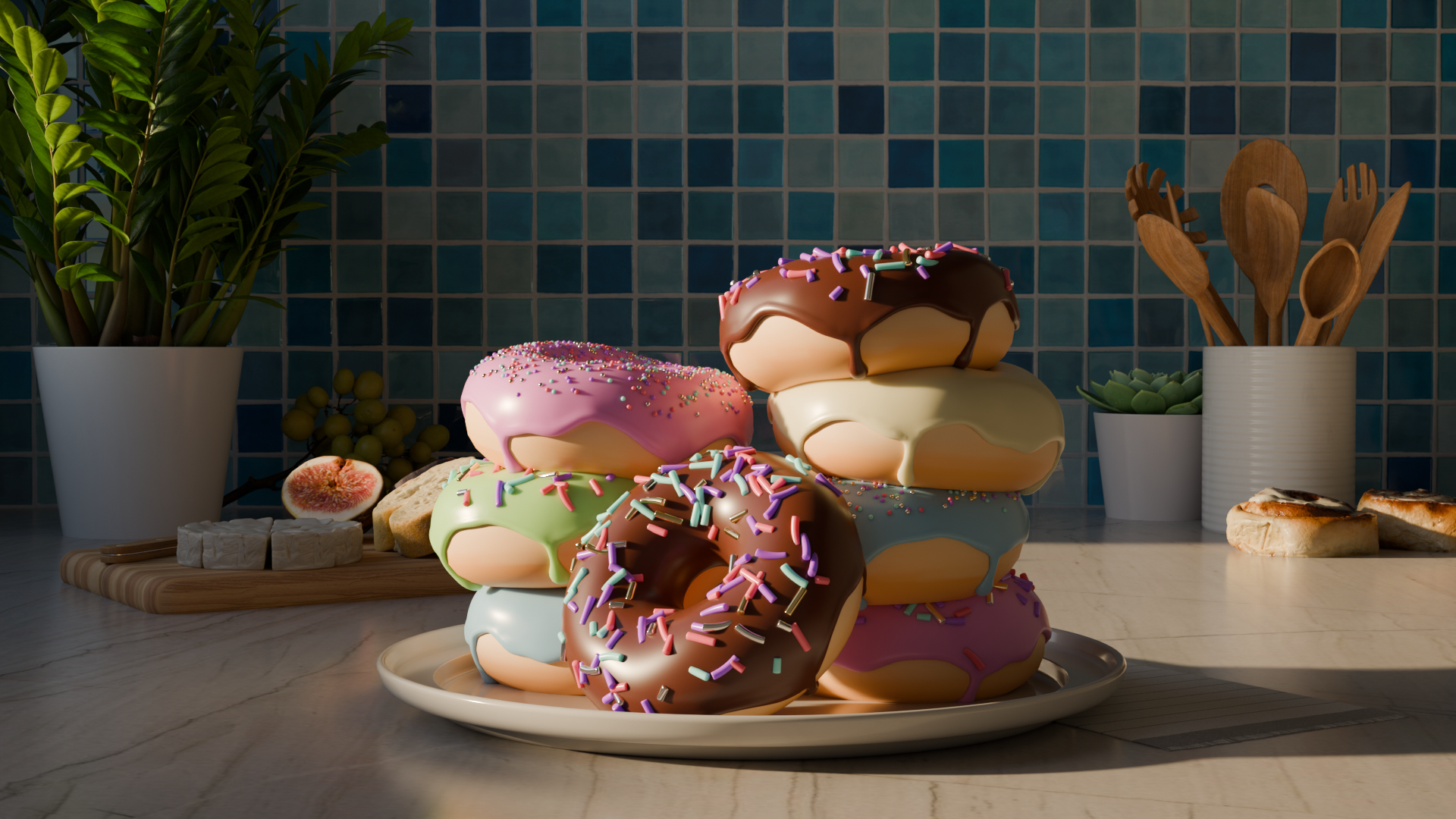
使用Blender制作的甜甜圈场景

### 2.6x版本
- 增加了Cycles渲染器。
- 使用光线追踪算法，可以得到接近照片级的质量，也可以渲染动画。Cycles渲染器可以使用GPU渲染，以加快渲染速度。

#### 2.67版本
- 增加了卡通渲染，使三维模型可以得到像二维绘图一样的笔触，多用于制作二维动画。
- 改进了多边形建模工具，增加了用户自定义键盘快捷键，增加了新的几何物体类型。

### 2.7x版本[7]
- 增加了全局照明（GI）功能，使场景中的光线可以反射和散射，增强了真实感。
- 增加了火焰和烟雾模拟功能，使火焰和烟雾可以与场景中的物体产生交互。
- 增加了毛发系统（Hair System），使物体表面可以生成毛发或草地等效果。
- 增加了视频剪辑编辑器（Video Sequence Editor），使用户可以在Blender中编辑视频和音频。
- 增加了游戏引擎（Game Engine），使用户可以在Blender中制作和运行三维游戏。

### 2.8x版本[8]
- 增加了Eevee渲染器，使用光栅化算法，可以实现实时渲染和预览，适用于游戏和动画制作。
- 增加了Grease Pencil工具，使用户可以在三维空间中绘制二维线条和形状，也可以制作二维动画。
- 增加了Workbench渲染器，用于快速查看模型的形状和材质，适用于建模和雕刻阶段。
- 改进了用户界面，增加了工作区（Workspace）和工具栏（Toolbar），使用户可以根据不同的任务切换不同的布局和工具。
- 改进了材质系统，使用节点方式创建材质，支持PBR材质和OSL着色器语言。
- 改进了动画系统，增加了动画图表编辑器（Graph Editor）和非线性动画编辑器（Nonlinear Animation Editor），使用户可以更灵活地控制动画的曲线和时间线。
- 改进了雕刻系统，增加了多种雕刻笔刷和选项，使用户可以更自由地雕刻细节和纹理。

## 社群
Blender有着庞大的用户群和开发者群，他们在世界各地通过网站、论坛、博客、视频、书籍等方式分享教程、经验、作品、源代码等资源，为Blender的发展和推广做出了贡献。其中最为著名的论坛是「Blender艺术家」（blenderartists.org），它是Blender社区的核心平台，提供了丰富的信息和交流机会。
简体中文的Blender中国官方授权网站「斑斓中国」于2005年6月成立，其翻译完成整部手册，成功解决了软件简体中文显示难题，完成全面中文化工作并得到官方认可；另外也曾出現「Blender Taiwan」的面向正體中文用戶的社群。

## 使用
Blender不仅被个人爱好者和小型团队使用，也被一些专业机构和公司使用，例如国家航空航天局（NASA）、索尼影视娱乐（Sony Pictures Entertainment）、索尼电脑娱乐（Sony Computer Entertainment）、卡通网络（Cartoon Network）、漫威漫画（Marvel Comics）等。
以下是一些使用Blender的著名艺术家：
- Andreas Goralczyk（@ndy），連續兩屆獲得蘇珊獎（2003 - Best Animation，2004 - Best Still）
- Stefano Selleri (S68)（蘇珊獎 2003 - Best Still）
- Bassam Kurdali (slikdigit)（蘇珊獎 2004 - Best Animation）
- Bastian Salmela (basse)
- Endre Barath (endi)
- Jean-Sébastien Guillemette（Ecks，formerly X-WARRIOR）
- Robert Tiess (RobertT)
- Huanghai（DeathBlood）2006 Blender F1艺术大赛第二名

## 创意計劃
自2005年以來，Blender基金會每1-2年宣布一個新的創意計畫，以協助推動Blender的創新。

### 《大象之梦》（計劃：橙）
在2005年9月，有部份使用Blender的藝術家打算使用自由軟體製作一套短片，並將此計劃命名為「橙」。此計劃同時亦回饋了一些功能至Blender。

### 《大雄兔》（計劃：桃）
2007年10月1日「桃」開始運作，片名為《大雄兔》，於2008年5月30日上映，是Blender基金會第2部開放版權、創作共用授權的動畫電影。不同於上一個影片《大象之梦》，本篇全程無語音。

### 《辛特尔》（計劃：榴莲）
《辛特尔》是Blender基金会第三部基于开源代码创作工具集、創作共用授權动画短片，片长15分钟，本次电影目标是创作真实感效果的动画短片，并进一步提升Blender在电影应用中的实践水平。

### 《鋼鐵之淚》（計劃：芒果）
《鋼鐵之淚》是Blender基金会下属Blender研究所的第四部开源电影，於2012年9月26日上映。Blender研究所以非常开放态度来对待所有电影投资人，让电影制作的开放程度达到了空前的高度，该影片是实拍和大量后期结合的电影，加入了真人演員的表演。持续的开发使得Blender的功能提升到新的地步。

### 《特務327》
《特務327：理髮店任務》是為其動畫長片的三分鐘前導預告，它的故事根據於經典漫畫系列——《特務327》而來。

### 《英雄》
《英雄》是第一個開放電影專案，以展示了Blender 2.8 中的蠟筆工具的功能。

### 《春天》
2017年10月25日，Blender動畫工作室宣布他们正在製作一部名為《春天》的動畫短片，该短片已在2019年4月4日發布。 其目的是在Blender 2.8正式發布前測試其功能。影片的描述是，“春天，一個牧羊女和她的狗的旅行，他们面對古老的靈魂，繼續生命循環的故事。這部富有詩意和視覺震撼的短片，由Andy Goralczyk創作和導演，靈感來自他童年在德国山区的经历。

## 外部連結
- 官方网站
- 官方部落格
- Blender開發者維基
- Blender參考手冊
- YouTube上的Blender頻道
- Blender的Facebook專頁
- Blender的X（前Twitter）
- Blender的Instagram帳戶
- Blender開發者討論區
- Blender艺术家
- 斑斓中国（Blender中国社區）